# Flugstrecke
Als Flugstrecke bezeichnet man die Distanz (Luftlinie) zwischen Start- und Landeplatz, die ein Luftfahrzeug während eines Fluges überwindet. Dabei kann die tatsächlich geflogene Strecke je nach Auswahl der Flugroute deutlich länger sein als die theoretische Flugstrecke: Warteschleifen, das Umfliegen von Gewittern oder Kontrollzonen und das im Segelflug nötige Suchen von Aufwinden sind nicht Teil der eigentlichen Flugstrecke.
In der Flugdauer sind hingegen diese Einflüsse der Flugmeteorologie enthalten und im Segelflug sogar entscheidend. Im Motorflug wiederum begrenzt meist der Treibstoffverbrauch die mögliche Flugdauer. In der Entwicklung der Luftfahrt gab es mehrere Wettbewerbe, wo nicht die geflogene Strecke, sondern die längste Flugdauer das Ziel war.

## Kommerzielle Luftfahrt
In der kommerziellen Luftfahrt wird umgangssprachlich zwischen Kurz-, Mittel- und Langstreckenflügen unterschieden, für besonders lange Strecken wird gelegentlich auch der Begriff Ultralangstreckenflug verwendet. Es gibt keine international gültige Definition, die festlegt, ab welcher Anzahl geflogener Kilometer ein Flug als Kurz-, Mittel-, Lang- oder Ultralangstreckenflug klassifiziert wird. Subjektive Empfindungen und Einschätzungen spielen hierbei auch eine Rolle.
In der Fluggastrechteverordnung der EU werden Flugstrecken wie folgt klassifiziert:
- Kurzstrecke: Strecken bis 1500 km,
- Mittelstrecke: Strecken über 1500 bis 3500 km,
- Langstrecke: Strecken über 3500 km.

Die Entfernungen werden dabei nach der Methode der Großkreisentfernung ermittelt. Andere Definitionen beziehen auch die Dauer des Fluges mit ein, wie das folgende Beispiel aus dem Handbuch der Luftfahrt zeigt:
- Kurzstrecke: bis 1000 km und 2 Stunden Flugzeit,
- Mittelstrecke: bis 3000 km und 3,5 Stunden Flugzeit,
- Langstrecke: über 3000 km und über 3,5 Stunden Flugzeit.

Mit höherer Effizienz von Flugzeugen und steigendem Passagieraufkommen ist es sinnvoll, länger werdende Strecken zu befliegen, weil der Transportaufwand für das getankte Kerosin weniger ins Gewicht fällt und es leichter fällt, eine Maschine auszulasten. Seit Oktober 2018 führt Singapore Airlines den längsten und weitesten Flug – jemals – im Linienflugbetrieb von Singapur Changi (SIN) nach New York – Newark (EWR) durch: 16.700 km nach Singapur und 15.344 km nach Newark nonstop werden in etwa 18 Stunden geflogen.
Den Rekord für den längsten Inlandsflug hält die französische Fluggesellschaft French Bee. Am 14. Mai 2020 flog die Gesellschaft in Folge der Covid-19-Pandemie vom Flughafen Tahiti Faa’a nach Paris Orly. Die Flugstrecke betrug 16.129 Kilometer (8.709 nautische Meilen) und wurde in 16 Stunden und 49 Minuten absolviert. Der Flug wurde mit einer für den Passagierverkehr zugelassenen A350 (Luftfahrzeugkennzeichen: F-HREY) durchgeführt. Allerdings handelte es sich dabei um einen reinen Frachtflug, mit dem medizinische Ausrüstung in Folge der Corona-Pandemie transportiert wurde.

### Flugstrecke und Flugzeuge
In Anlehnung an die Streckenklassifizierung wird bei Flugzeugen grob zwischen Kurz-, Mittel- und Langstreckenflugzeugen unterschieden. Beides korreliert stark miteinander: Bestimmte Strecken lassen sich nur mit bestimmten Flugzeugtypen bewältigen (die meisten heutigen Turboprop-Flugzeuge sind nicht für Langstreckenflüge konstruiert), bei anderen Strecken ist der Einsatz bestimmter Flugzeugtypen ökonomisch nicht sinnvoll (z. B. der Einsatz eines Airbus A380 auf einer innerdeutschen Flugstrecke).
Die Wahl des Flugzeuges für einen Flug hängt jedoch nicht nur von der zurückzulegenden Distanz, sondern auch von der gewählten Route ab (siehe z. B. ETOPS).

## Allgemeine Luftfahrt

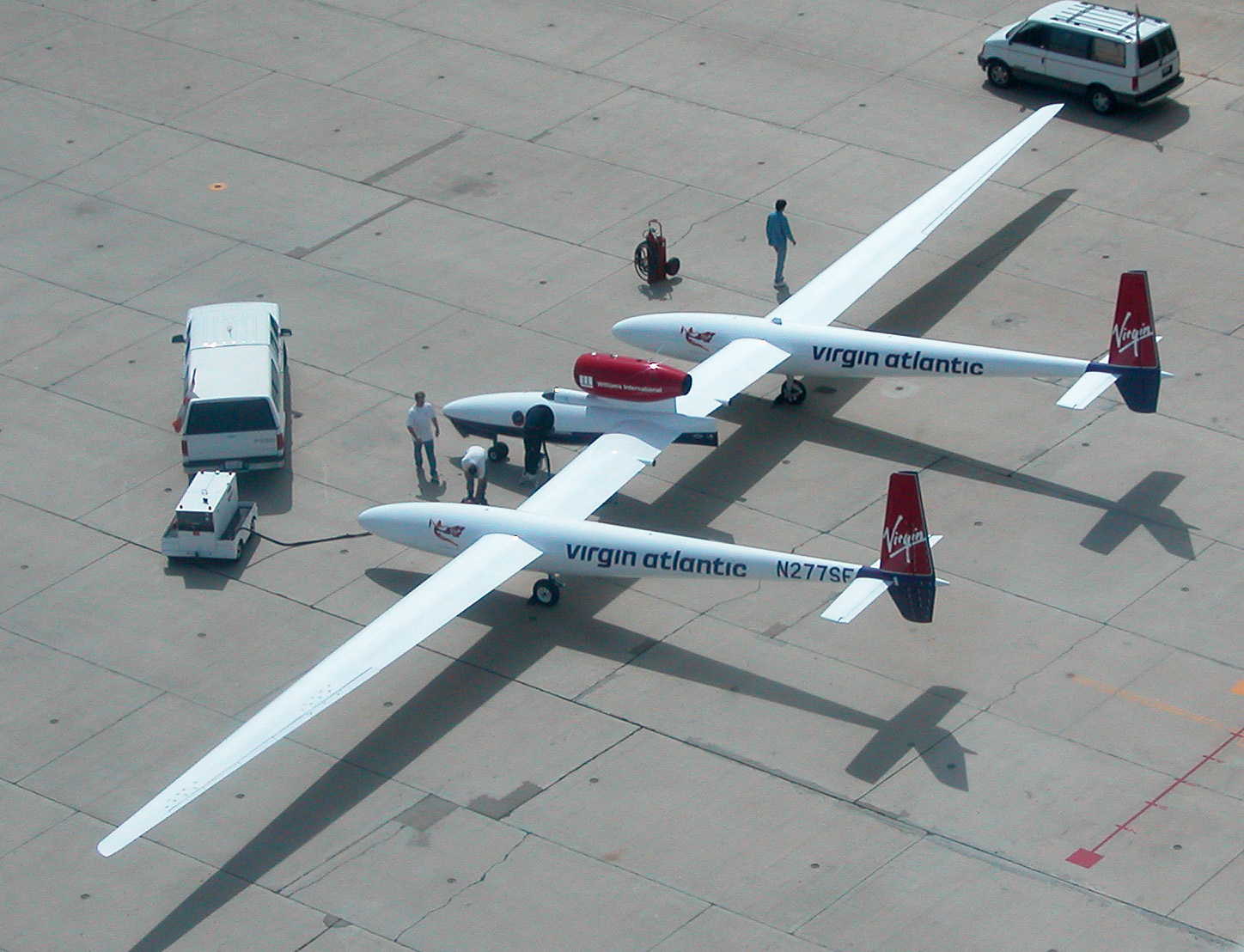
Mit dem GlobalFlyer legte Steve Fossett 2006 eine Flugstrecke von 41.467 km zurück

In der Allgemeinen Luftfahrt werden Flugrouten individuell je nach Zweck des jeweiligen Fluges geplant. Die maximal mögliche Flugstrecke ist dabei theoretisch nur von der Reichweite des verwendeten Flugzeugtypes abhängig.
Die tatsächliche Flugstrecke kann hier wenige Kilometer (z. B. bei Rundflügen) bis hin zu mehreren Tausend Kilometern (z. B. bei Reisen mit Geschäftsreiseflugzeugen) betragen. Im Extremfall einer Nonstop-Weltumrundung können Flugstrecken jenseits der 40.000 km erreicht werden. Ein Beispiel dafür ist der Rekordflug der Voyager, die im Dezember 1986 eine Strecke von 40.212 km zurücklegte.
Von größerer Relevanz ist die Flugstrecke für die Ausbildung von Piloten: Je nach angestrebter Fluglizenz müssen innerhalb der Ausbildung Überlandflüge mit festgelegter Mindestflugstrecke durchgeführt werden. Für den Privatpilotenschein muss in Deutschland beispielsweise am Ende der Ausbildung ein Überlandflug von mindestens 270 km im Alleinflug absolviert werden.

### Segelfliegen

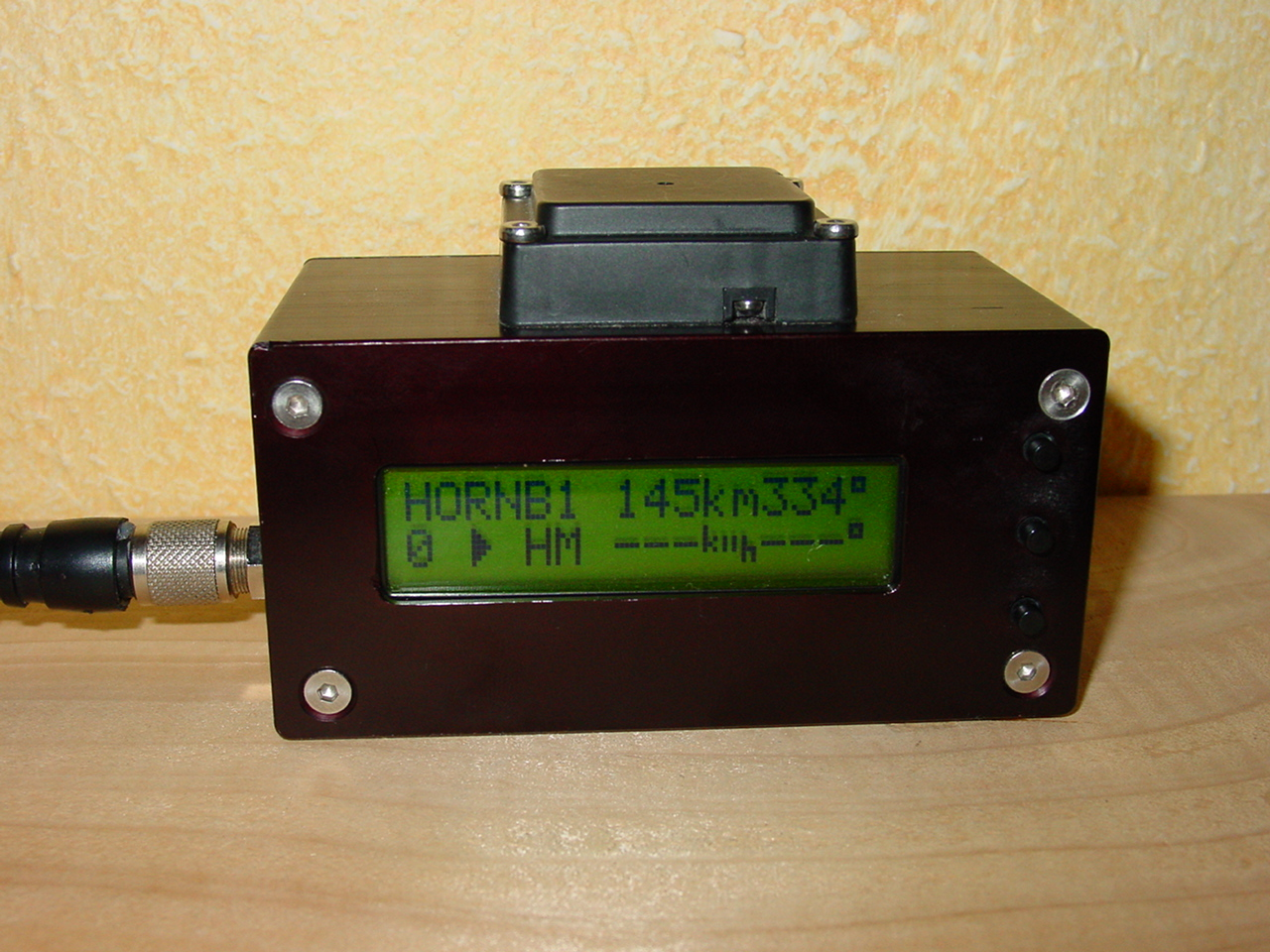
Ein Logger zur Dokumentation und Auswertung von Segelflügen

Beim Streckenfliegen mit Segelflugzeugen, Gleitschirmen oder Hängegleitern versucht der Pilot, allein durch die Nutzung von Aufwinden, also ohne Motorunterstützung, eine möglichst große Flugstrecke zurückzulegen. Dabei sind Start- und Zielflugplatz in der Regel identisch. Während die Bestimmung der Flugstrecke früher anhand während des Fluges gemachter Fotos zuvor festgelegter Wendepunkte (Landmarken) erfolgte, wird dazu heute auf die Aufzeichnungen des mitgeführten Loggers zurückgegriffen.

## Flugsport
Mit Paragleitern oder Drachen können unter Nutzung von günstigen Wetterverhältnissen im Zusammenspiel mit Topografie Strecken von 100 km und viel mehr zurückgelegt werden. Eine besondere Herausforderung ist es mit einem solchen Streckenflug auch etwa die Alpen zu überqueren. Wettbewerbe wie Dolomitenmann und X-Alps gehen in diese Richtung. Hangaufwind, Leewellen hinter Bergrücken und thermische Aufwinde werden genutzt, weshalb Streckenflüge überwiegend auf den Tag mit Sonneneinstrahlung begrenzt sind.